# Sagaris cinerea
Sagaris cinerea là một loài ruồi trong họ Tachinidae.